# Korsvägsandakt

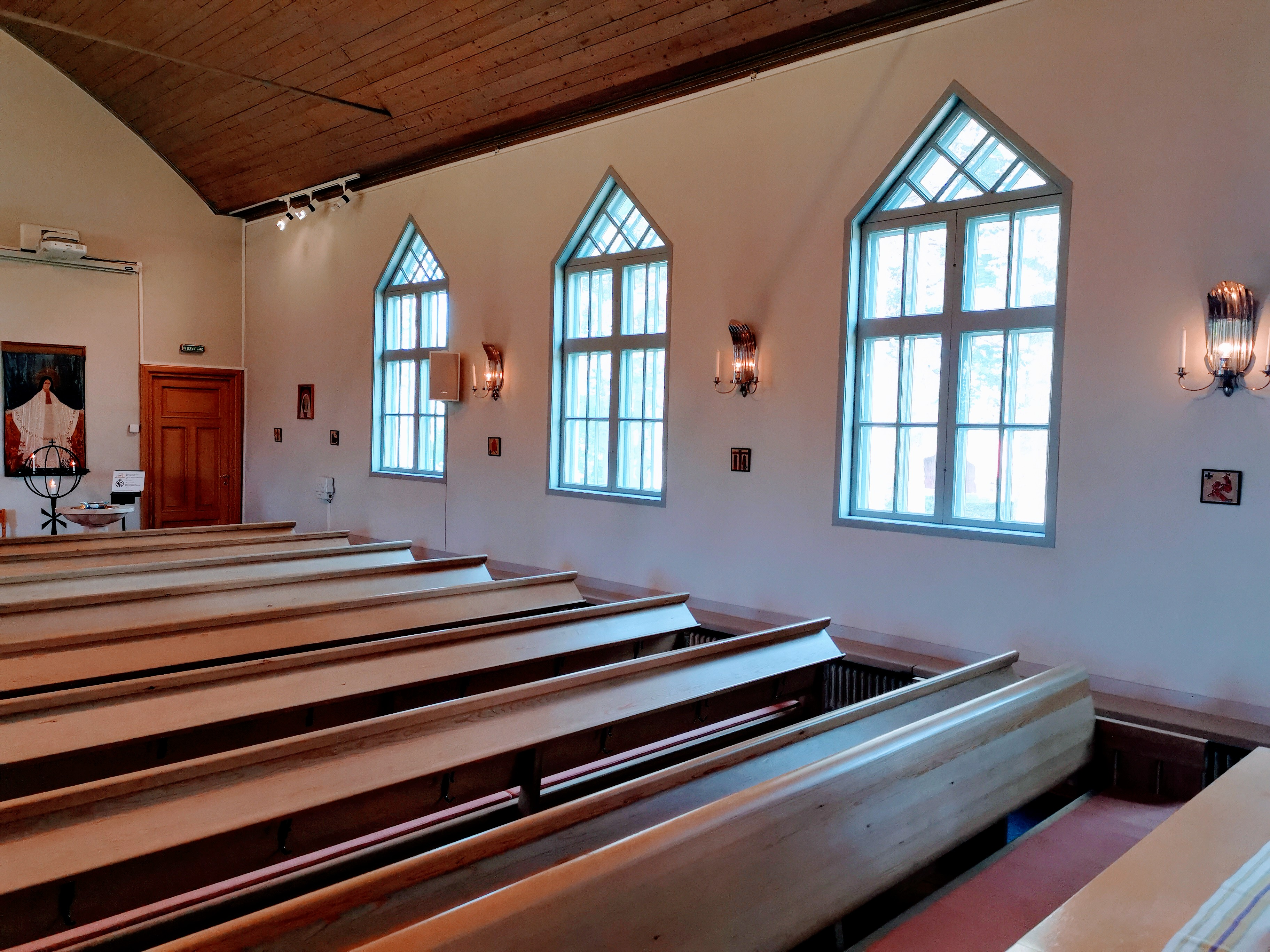
Korsväg i Bygdsiljums kyrka, Luleå stift.

Korsvägsandakt (latin: Via Crucis) är en kristen andaktsform som efterbildar Jesu lidandes väg, Via Dolorosa, i Jerusalem. Den associeras främst med Romersk-katolska kyrkan, men förekommer även inom lutherska och anglikanska kyrkor. 

## Historik
Korsvägsandakten (korsväg i betydelsen korsets eller lidandets väg) började med pilgrimsresorna till Jerusalem och önskemål om att vid hemkomsten återuppleva de heliga platserna i andra länder uppstod tidigt. Ordet "stationer" används första gången av en pilgrim som beskriver hur han besökt stationer i Jerusalem längs vägen Via Sacra, vägen till korset. Senare tog franciskanermunkar bruket av stationer till kyrkorna sedan de tagit över förvaltningen av de heliga platserna i Jerusalem år 1342. Under 1400- och 1500-talen byggde franciskanerna altaren utomhus som spegelbilder av platserna i Jerusalem. Det rörde sig då om mellan elva och trettio stationer. År 1686 godkände Innocentius XI en förfrågan om att bygga stationer inuti sina kyrkor. Senare (1731) godkändes också att övriga kyrkor har sådana stationer, så länge det är franciskaner som har rest dem, och antalet fastställdes till fjorton stycken.

## Stationerna
I kyrkorna finns ofta fjorton korsvägsstationer som framställer etapperna i Jesu väg till Golgata. Vid andakten förflyttar man sig mellan dessa och ber de böner som hör till respektive station. Korsvägsandakter är särskilt vanliga under faste- och passionstiden. Stationerna är vanligtvis numrerade med romerska siffror:
| Station      | Skeende                                                  | Bilder från kyrkan Notre-Dame-des-Champs i Avranches i Frankrike |
| ------------ | -------------------------------------------------------- | ---------------------------------------------------------------- |
| Station I    | Jesus döms till döden.                                   |                                                                  |
| Station II   | Jesus tar korset på sina axlar.                          |                                                                  |
| Station III  | Jesus faller för första gången.                          | III. Jesus faller för första gången.                             |
| Station IV   | Jesus möter sin mor, Maria.                              |                                                                  |
| Station V    | Simon hjälper Jesus att bära korset.                     |                                                                  |
| Station VI   | Veronica torkar Jesu ansikte.                            |                                                                  |
| Station VII  | Jesus faller för andra gången.                           |                                                                  |
| Station VIII | Jesus tröstar Jerusalems döttrar.                        |                                                                  |
| Station IX   | Jesus faller för tredje gången.                          |                                                                  |
| Station X    | Jesus avkläds.                                           |                                                                  |
| Station XI   | Jesus spikas fast vid korset.                            |                                                                  |
| Station XII  | Jesus dör på korset.                                     |                                                                  |
| Station XIII | Jesus tas ned från korset och återlämnas till sin moder. |                                                                  |
| Station XIV  | Jesu kropp begravs.                                      |                                                                  |